# Deep Down
Deep Down is een nummer van de Braziliaanse dj Alok uit 2022, in samenwerking met Ella Eyre, Kenny Dope en Never Dull.
In het nummer zijn de melodieën uit The Bomb! (These Sounds Fall into My Mind) van The Bucketheads, en Gypsy Woman (She's Homeless) van Crystal Waters gesampled. Vandaar dat Kenny Dope (van wie The Bucketheads een pseudoniem is) ook als artiest en schrijver op de credits vermeld staat, en Crystal Waters als schrijver. "Deep Down" haalde een bescheiden 58e positie in Aloks thuisland Brazilië. Het meeste succes kende de plaat in Nederland en Vlaanderen, waar het één van de zomerhits van 2022 werd. In de Nederlandse Top 40 haalde het de 14e positie, terwijl het in de Vlaamse Ultratop 50 goed was voor een 22e positie.